# Erites sumatrana
Erites sumatrana är en fjärilsart som beskrevs av Martin 1895. Erites sumatrana ingår i släktet Erites och familjen praktfjärilar. Inga underarter finns listade i Catalogue of Life.